# 西口プロレス認定 チャンピオン投稿コロシアム
「西口プロレス認定 チャンピオン投稿コロシアム」（にしぐちプロレスにんてい チャンピオンとうこうコロシアム）は『週刊少年チャンピオン』にて2005年7号から2013年9号まで連載されていた読者コーナーである。
略称、通称は「CTC」。
それまで連載されていた「黒チャンピオン党」を引き継いでスタート。メインパーソナリティーは西口プロレス所属の芸人、三平×2と倉富益二郎。これに各シリーズごとに西口プロレス所属の芸人2人が自ら考案したコーナーをひっさげて登場する。イラスト担当は佐藤将。
当初は巻末3ページの掲載であったが、2006年頃から数回に渡り4ページの実験掲載が行われた後、正式に4ページに増ページされた。伝統的にチャンピオンの読者ページは3ページであったがCTCがその壁を打ち破る事となった。
2012年44号にて25代目レースを以て連載終了が発表された。2013年9号にて連載丸8年で終了。10号より「週刊3D 出口はドコだ！？」に変更となった。

## 概要
基本的に1シリーズ全12週のポイントレース（例外として10代目レースは全9週、13代目レースは全13週）。1週あたりの採用枠は60前後である。
文字ネタが掲載されると1P獲得。ハガキネタ（主にイラスト。文字ネタでもハガキがそのまま掲載されればOK）掲載で2P獲得。文字ネタの中から1号につき最高3ネタ選出される優秀ネタに選ばれれば3P獲得となる。
全12週の累計得点でランキングが決定し、優勝者には「正賞CTC認定チャンピオンベルト」他、副賞としてゲーム機などの豪華賞品。上位10名には「週チャンオリジナルお楽しみ福袋」が進呈される。
1シリーズごとに○○代目レースとカウント。各シリーズごとにプロレスに関係した言葉をひっかけた副題が付く。
プロレス団体そのものをモチーフにしており、投稿者は「選手」と呼ばれる。他誌読者ページは「他団体」というように拘りが強い。タップアウト、バックステージ、テンカウントなどプロレスに関連した言葉もコーナー名に付けられているのも特徴。ネタはプロレスネタでなければいけないわけではなく、決められたコーナーのお題へのフリーバウトネタとなる（当然プロレスネタも多数掲載される）。
オタク芸人として名を馳せる三平がメイン構成を担当している事や、チャンピオンという雑誌の特性上、他少年誌の読者ページ「ジャン魂G!」や「サンデー青春学園」に比べてマニアックでディープなネタが多数掲載される傾向が強く、他誌では掲載できないようなハガキが掲載される事が多い。基本的に読者ページは、他誌の版権モノのネタやイラストを載せるのはタブーとされているが、CTCはお構いなしで何処かで見たような他誌、他社の版権キャラが出てくる。
一定の常連になり、ある程度のキャラクターが付いた選手には三平、倉富からプロレスラーの如く、ニックネームが付けられたり、名指しでいじられたりする。
基本的に優秀ネタ、西口道場訓、宛先イラストなどを除いた全ネタに三平、倉富のコメントが付くのも大きな特徴である。三平がさらにネタを被せたりする事も多い。
携帯電話やインターネットでの投稿は受け付けていない。投稿は官製ハガキか、無地ハガキを封書で纏めて投函するかのどちらかの方法となる。

## メンバー
三平×2
メイン企画、構成。西口プロレス所属レスラー。お笑いコンビ「ペイパービュウ」のメンバー。青森県出身。
芸人以外にも、トークユニット「アニメ会」に所属し、ライター、パーソナリティー、司会者としても活動する。
CTCにおいては基本的に投稿者は呼び捨て、投稿者にキャラ付けをし、激しくつっこみ、イジっていく。声優関連のネタが届いたり、萌-1で気に入ったハガキが来るとテンションが上がり、激しく暴走をする一面も。
能登麻美子の大ファンであり、時折コメント欄などでさりげなく能登麻美子押しをする事がある。
トレードマークであったモヒカン頭を綺麗に切り落とし、現在はスキンヘッドであるがイラストにおいては連載開始当初よりほとんど変化が無い。
倉富益二郎
企画、構成。三平同様、西口プロレス所属レスラーであり、お笑いコンビ「バカンス」のメンバー。福岡県出身。
「マッスルブラザーズ」を名乗っていただけの事はあり、筋肉芸人の1人である。「筋肉」「ハゲ」などで投稿者からネタにされる事もある。
しかしCTCでは物腰穏やかであり、投稿者を「選手」と呼び、親近感を与える。度々暴走する三平を程よく静止させ、操縦する女房役である。初期のイラストはかなり顔がリアルで実際の顔に近かったが、その後デフォルメされて現在に至る。
マスクド・キョウコ
2011年44号(22代目レース)から登場。アシスタント。
週刊少年チャンピオン編集部のアルバイト。CTC始まって以来初の女性アシスタントに就任。覆面にエプロンがトレードマーク。

### イラストレーター
佐藤将
CTC連載開始当初からのイラストレーター。本業は漫画家。
2007年には本誌で「コトノハ学園」。2008年には週刊少年マガジンにて「黒い教室」が掲載。2009年より「別冊少年マガジン」にて「嵐の伝説」を連載中。
最初期はかなりリアリティなイラストを描いていたが、その後三平、倉富ともデフォルメを施して現在に至っている。

## コーナー

### 定番コーナー

#### 西口道場訓ひとぉつ！
「100回のスクワットより1回の打ち合わせ」「急所出しても血は出すな」に次ぐ、西口プロレスのへなちょこでどうしようもない道場訓を考える。文字ネタのみ募集でイラストネタの受付はない。初代レースから続くCTCの看板コーナー。初期は一纏めに掲載されていたが、3代目レースより全ページにバラけて1本ずつ掲載されるようになる。
「ばあちゃんの部屋のテレビの上には日本人形がある」「オカンが作るフルーチェはゆるい」「美川憲一は牡牛座のオッサン」「ティッシュの一枚目は往生際が悪い」「公共広告機構のCMはいつ見ても怖い」というように、日常に潜むあるあるネタ、新事実、指摘、共感、気づいた事、比較を教訓風の文章にする。
毎週7〜8枚掲載される上、優秀ネタも出やすいが競争率は非常に高い。「ブッチャーはフォーク、シークは五寸釘」のコーナーがここから独立している。
<主な定番の書式>
- 「ばあちゃんの○○には○○がある」
- 「小学生の○○は○○○○」
- 「○○○○になったらもう大人」
- 「○○は○○、××は××」

#### 普通のおたより
「普通のおたより」「三平、倉富いじり」「CTCや本誌へのご意見」「投稿に関する疑問、質問」「一言ネタ」「一文ネタ」「意味不明ネタ」「どうでもいい投稿者の近況報告」「芸能人に対する応援、声援」「西口芸人のテレビ出演等のお祝いメッセージ」「誌面いじり」「オープニングトークのお題」「悩み相談」「小咄」「無茶ぶり」「沢編集長いじり」「隣のページに掲載されている木曜日のフルットネタ」などが掲載される。
「普通のおたより」という事になってはいるが、基本的に「どのコーナーにも当てはまらないネタコーナー」となっている。以前チャンピオンで連載されていた読者ページ「チャンピオンカップ」の名コーナー「笑いの殿堂」を踏襲した形になっている。
「おたより」という事で募集されるが、形式やネタによって以下のコーナーに分類される。
オープニングトーク
オープニングの前説部分におけるオープニングトークの話題振りなど。一律1ポイント。
欄外
ページの端や柱部分に掲載される文字ネタ。一律1ポイント(優秀ネタに選ばれる事もあり)。
CTCバックステージ
イラストが絡むネタや手の込んだ文字ネタはこの枠に掲載される。古くは「ジャンプ放送局」の「NG大賞」。他誌である「ジャン魂G！」の「バカズバッ！！」。「サンデー青春学園」の「バカ無法地帯」とコンセプトは同じ、お題フリーのイラストネタが掲載される。「萌-1グランプリ」掲載時は休止。全作品一律2ポイント。ここから「タモソに続け！」のコーナーが独立している。
オープニングイラスト(TAKARAさんのコーナー)、宛先イラスト
1ページ目、タイトルロゴの脇に掲載されるイラストおよび4ページ目、ランキング表の隣に掲載される宛先を紹介するイラスト。各1枚ずつ掲載で一律2ポイント。
キョウコさんの小部屋
アシスタント、キョウコへの他愛のない質問コーナー。1ポイント。
CTCウソ告知文
23代目レース途中からスタート。CTCのウソ告知分、キャッチコピーを考える。毎週1枚で一律1ポイント。

#### 1枚イラスト一本勝負！
ストロングスタイルのイラストコーナー。毎回4ページ目の上半分に掲載される。『週刊少年チャンピオン』連載作品のイラストであればなんでもOK。3ページ時代は毎週3〜4枚。11代目レースまでは掲載サイズが小さかったが12代目レースよりサイズが拡大。17代目レースからはさらに拡大されて1週あたり8枚に固定されている。
一般的な読者コーナーで見られる正統派のイラストから、かつて「ジャンプ放送局」で行われていた「ドラゴンボール特集」のような「パロディーイラスト、模写をしてセリフを入れ替えるネタ、複数作品のキャラをコラボさせる」といったイラストネタも毎週3〜4枚ほど掲載される。このあたりが一般的なイラスト投稿コーナーとは大きく異なる。故にイラストネタが得意な選手にとっては大きなポイント源となる。
連載漫画だけではなく、ゲーム紹介記事「電遊日記」に登場するキャラクターのイラスト、本誌裏表紙に掲載される「テアトルアカデミー」の広告に掲載されている脇知弘の似顔絵、また週刊少年チャンピオンの編集長沢考史の似顔絵なども掲載され、他読者ページの傾向とは一線を画すハガキが掲載される傾向が強くなっている。
掲載サイズが大きく縮尺される上、週刊少年漫画雑誌特有の紙質の悪さもあり、細かすぎる描き込みや荒いトーン、小さい文字、薄いベタ塗りは潰れる可能性が高い。ポイントは一律2ポイント。

#### 萌－1グランプリ
毎回出される、お題に対してのイラストを送るコーナー。「ジャンプ放送局」の「ミスJBSコンテスト」と基本的なコンセプトは変わらないが、お題が異様にマニアックなのが特徴。「頭をなでられた時のリアクション」「サンタコス以外のクリスマスネタ」「タヌキっ娘」「女装」「熟女」「彼女の意外な私服」「花粉症」「バレンタインにチョコ以外のモノを渡す」「ノッポにコンプレックスを持っている娘」など、イラスト投稿者の腕を試すような難しいお題が多い。他にも「萌え擬人化」「絶対領域」「宇宙人」「小悪魔」「オドオド少女」といった三平の好みだけで行われているお題も多数ある。あまりにもクセのあるお題が多いため、三平と投稿者の想像力勝負となっている面も強い。
18代目レースまでは1レースにつき2回を前後半に分け、4週ほどの掲載。19代目レースからは毎週開催。全作品一律2ポイント。
過去のお題
10代目レース　クリスマス
11代目レース　頭をなでられた時のリアクション　花粉症
12代目レース　梅雨　彼女の意外な私服　
13代目レース　フライトアテンダント　サンタコス以外のクリスマスネタ　
14代目レース　バレンタインにチョコ以外のモノを渡す　ノッポにコンプレックスを抱いている娘
15代目レース　フリースタイル　ゲームをする女の子
16代目レース　異国の少女　彼氏のいないクリスマス
17代目レース　ヤンキー×ツンデレ＝ヤンデレ　楽器
18代目レース　擬人化　RPGな1コマ
時期読者ページでも継続が決定している。

#### 今週のタップアウト
ボツハガキの中で強烈なインパクトを残しているハガキ。主に誤字脱字や異様に絵が汚い、異様に字が汚い、1人の投稿者が同じネタを何枚も書いて送ってしまった、何かの手違いで白紙で投函されたハガキ、全てにおいて意味不明なハガキ、脱力するイラストが描かれたハガキ、などといった、普通に考えれば絶対に載せられないような凄まじいハガキを載せるコーナー。ハガキサイズで掲載されるがこのコーナーのみ1ポイントである。数枚が一気に掲載されても纏めて一括りで1ポイントとなるのが基本。
当然の事ながら、通常募集は行われていない。掲載もレギュラーではなく、2〜3週に1回が基本だった。しかし最近では通常のハガキも異常なものが増えており、タップアウト扱いとなる基準が大幅に上がっている。そのため、最近では1期に2〜3回ほどの掲載頻度となっている。

## インターバル期間
レースが終了すると翌週より、次回レースまでの3週間の間はインターバル期間となる。インターバル期間の間に行われる企画は以下の通り。
表彰式、全ランキング紹介
インターバル期間1週目の1.2ページ目を使い行われる。優勝者の表彰および優勝者の未公開ハガキを紹介。三平、倉富によるレース統括が行われる。
2ページ目には全掲載者、1位から最下位（1ポイント獲得者）までの全ランキング表が載る。
新コーナー紹介
次回レースより行われる新コーナーの告知および既存コーナーの説明が行われる。既存コーナーの説明における例題は、今レース期間内の優秀作品がそのまま例題として使われる事が多い。
未掲載ハガキ10カウントゴング供養
インターバル期間2・3週目のメイン企画。
今レース期間内の惜しいところまでいったボツハガキや、通常レース期間中には載せられないような際どいハガキ、もはや「今週のタップアウト」に掲載されてもおかしくないハガキを一挙30枚〜50枚ほど掲載する。この企画で掲載されてもポイントの加算は一切無い。
だが通常レース時とは明らかに毛色の違うハガキが載る事も多く、インターバル期間中の名物恒例企画として人気を集めている。
特別企画のお知らせ
インターバル期間3週目に行われる事が多い。「CTCワンナイトトーナメント」など、単発で開催される特別企画の募集案内が行われる。

## 歴代レースシリーズ

### 歴代チャンピオン一覧
| 期数   | レース期間             | 副題                                             | 優勝者                     | 都道府県 | 得点 | 備考                                                    |
| ------ | ---------------------- | ------------------------------------------------ | -------------------------- | -------- | ---- | ------------------------------------------------------- |
| 初代   | 2005年10号〜21号       | ブラディー投稿シリーズ                           | 竹ちょ                     | 栃木     | 59P  |                                                         |
| 2代目  | 2005年                 | 投稿ゴールデンシリーズ                           | タイキのパパ               | 大阪     | 74P  |                                                         |
| 3代目  | 2005年                 | 投稿クライマックスシリーズ                       | ぷち                       | 岐阜     | 69P  |                                                         |
| 4代目  | 2006年                 | 有刺鉄線電流地雷投稿爆破シリーズ                 | R・Y・U(現・矢☆印)         | 北海道   | 64P  | 最北優勝者。                                            |
| 5代目  | 2006年21号〜33号       |                                                  | ぷち                       | 岐阜     | 66P  | 史上初、2回目の王座獲得。                               |
| 6代目  | 2006年38号〜49号       | 投稿ハードコア・ホームカミングシリーズ           | ロキ                       | 秋田     | 76P  |                                                         |
| 7代目  | 2007年1号〜15号        |                                                  | 十二指腸                   | 岐阜     | 70P  |                                                         |
| 8代目  | 2007年19号〜32号       |                                                  | ESのテーマ                 | 新潟     | 81P  |                                                         |
| 9代目  | 2007年36号〜48号       |                                                  | ESのテーマ                 | 新潟     | 66P  | 史上初の連覇達成。                                      |
| 10代目 | 2007年52号〜2008年10号 | 投稿ジャングル・ファイトシリーズ                 | 亀エモン                   | 青森     | 55P  | 編成の都合上、9週の短期レース                           |
| 11代目 | 2008年14号〜26号       | デッド・オア・投稿シリーズ                       | TAKARA                     | 北海道   | 74P  | 史上初の女性王座。                                      |
| 12代目 | 2008年30号〜43号       | 投稿エストレージャ・シリーズ                     | 咲来                       | 東京     | 80P  | 史上初の初参戦初優勝を達成。                            |
| 13代目 | 2008年47号〜2009年9号  | 投稿-SMOSシリーズ                                | 咲来                       | 東京     | 85P  | 史上2人目の連覇達成。萌-1SPのため13週レース。           |
| 14代目 | 2009年13号〜26号       | 投稿ゴッチ杯シリーズ                             | ポスティング失敗           | 東京     | 101P | 史上初の3桁得点獲得。咲来の3連覇を阻止。                |
| 15代目 | 2009年30号〜43号       | 私、投稿の味方ですシリーズ                       | すっぴん坊主               | 群馬     | 81P  | 最年少王者誕生。                                        |
| 16代目 | 2009年47号〜2010年9号  | カリフラワー・アレイ＆ペンタコクラブシリーズ     | ズ・ゼ                     | 群馬     | 87P  | 群馬県から2連続で優勝者。                               |
| 17代目 | 2010年13号〜26号       | 投稿ノンストップ・アクション・レスリングシリーズ | ズ・ゼ                     | 群馬     | 91P  | 史上3人目の連覇達成。群馬県より3期連続で優勝者。        |
| 18代目 | 2010年30号〜43号       | 投稿・シャイニング・空手チョップシリーズ         | 咲来                       | 東京     | 78P  | 史上初、3回目の優勝達成。                               |
| 19代目 | 2010年47号〜2011年9号  | 投稿鈍獣コンビ来襲シリーズ                       | 侵略！イカ竹ちょ（竹ちょ） | 栃木     | 68P  | 初代レース以来6年ぶり2回目の優勝。史上5人目の複数優勝。 |
| 20代目 | 2011年13号〜26号       | 20thリトルフェイクレジェンドシリーズ             | TAKARA                     | 北海道   | 68P  | 唯一の女王が2度目の戴冠。                               |
| 21代目 | 2011年30号〜43号       | 投稿伝承シリーズ                                 | おわらい                   | 福井     | 78P  | 6期ぶりの初優勝者。最終週で逆転。                       |
| 22代目 | 2011年47号〜2012年9号  | 投稿リベンジャーシリーズ                         | サラダ場                   | 三重     | 70P  | 史上2人目のワンナイトトーナメントとのダブル制覇         |
| 23代目 | 2012年13号〜26号       | 投稿MSGシリーズ                                  | サラダ場                   | 三重     | 78P  | 史上4人目の連覇達成                                     |
| 24代目 | 2012年30号〜43号       | 投稿レインメーカーシリーズ                       | 咲来                       | 北海道   | 46P  | 4回目の優勝達成、減点ルールレース                       |
| 25代目 | 2012年47号〜2013年8号  | サヨナラCTC 2005~2013シリーズ                    | 凡カレー                   | 栃木県   | 78P  | 最終レース                                              |

## 特別企画

### CTCワンナイトトーナメント
レースとは別枠で年に1〜2回ほどのペースで開催。直近では第8回大会が2010年1号に開催された。
「予選」「1回戦」「準決勝」「決勝」の4つの大喜利問題が出題される。参加者は封筒の裏に応募券を貼り付け、予選の回答を明記。封筒の中に1回戦、準決勝、決勝それぞれの回答を明記した用紙を封入し応募する。
全応募作品の中から、予選の回答が優秀な参加者8名が予選通過となり、トーナメントの組み合わせが決定する。以降1回戦、準決勝、決勝と1対1で対戦。三平、倉富が審査を行いネタの優劣を競う。最終的に1回戦、準決勝と勝ち抜き、決勝戦を制した選手が優勝。賞品としてニンテンドーDSiにCTCオリジナルリストバンドが進呈される。
普段レースに参戦せず、トーナメントにのみスポット参戦する選手も多く、予選通過の難易度は非常に高く毎回レベルの高い争いが展開される。トーナメント本戦においても、1回戦で強烈なネタ同士がぶつかるなどして優勝候補が姿を消すなど、ネタの優劣以上に運の要素も高く絡む事になる。
トーナメントは単発勝負でレースとは別枠である。レース期間中にトーナメントが開催されても、レースにおけるポイントの加算は一切ない。
トーナメント歴代優勝者
- 第1回 河合塾生
- 第2回 秋葉原柔術
- 第3回 白虎
- 第4回 TAKA.
- 第5回 ノグチ店長
- 第6回 ド
- 第7回 ホワイトジャック
- 第8回 ポスティング失敗
- 第9回 フットサル小僧
- 第10回 サラダ場

### ノラハト & ドキュメントCTC 　〜その時、読者はうめいた!〜
2006年13号に掲載されたCTC制作のドキュメント漫画。CTCの制作過程が掲載されたショート漫画。

### 萌-1スペシャル『HEROINE`S』&『腐RIDE女祭り』
第1回は13代目レース中の2009年1号にて開催。「萌-1グランプリ」のスペシャル企画。
募集される3つのお題に対するイラストを送る。1週分4ページ丸ごと使っての一大企画である。第1回は掲載者に一律2ポイント。各部門の最優秀作品には6ポイントが進呈された。第2回以降はポイントの加算はない。
最優秀作品受賞者は特製お楽しみ福袋に西口プロレスTシャツがサイン入りで進呈される。第3回からは最優秀作品受賞者に称号が進呈された。基本的に萌-1通常マッチ。週チャン連載作品コラボイラスト。女性向けの3つのお題が基本。
最優秀作品賞受賞者
第1回(2009年1号)
- クロスオーバー部門 - 真
- 萌え男子部門 - 空夜
- 覆面っ娘部門 - マユラ

第2回(2009年36+37号)
- 萌えヘタレ男子部門 - 猫ミカ
- 女性キャラ自由年齢部門 - 梧素絵思
- 戦国っ娘部門 - のせ

第3回（2010年19号）
- 鉄子部門（感嘆王） - タイムトリッパー
- 学園モノ設定部門（時をかける王） - ロキ
- 和装男子部門（褌王） - TAKARA

第4回（2010年36+37号）
- 怖がる女の子部門（ロストテクノロジー王） - 綺染らんる
- みつどもえ×コラボ部門（第三種接近遭遇王） - こたしゃん
- 不良生徒×男子生徒会長部門（内角ギリギリの攻め王） - 霧島ちゃんこ

### ゲスト企画
「チャンピオンマスコットガール選手権」で優勝したアイドルが登場した。
- 山口ひかり - 2008年52号（13代目レース6週目）
- 春日沙也加 - 2011年11号（19代目ボツ供養1週目）

### 突発的企画
その3ポイント私のです!
11代目レースにて開催。TAKARAからのおたより「この3ポイント落ちてました」から端を発し、この道に落ちていた3ポイントの落とし主を募集。
落とし主は自分であるという面白アピール文を募集。ノミネートで1ポイント。落とし主と認定されれば3ポイント。落とし主の該当者がいない場合、TAKARAに3ポイントというルール。結果的にぷちが落とし主と認定されて3ポイント獲得。
CTC読んでる有名人集まれ!
CTCを読んでいる有名人からのおハガキを募集。本人である事が確認されたら3ポイント進呈という触れ込みでスタート。しかし結局投稿者からのなりすましウソ報告ネタが届いたので不定期にそれらのネタを掲載。書いてきた投稿者に1ポイント進呈となった。結局本物の有名人は現れないまま企画自体が自然消滅した。
13位の選手へのプレゼント案
縁起の悪い数字とされる13代目レース。偶然にもレースも全13週という事で13つながりで13位の選手に特別に賞品を与える事になり賞品案を募集。結果「お祝い電報」に決定し13位になった小次郎が獲得した。
モールス信号の解析
16代目レースで開催。オープニング、三平と倉富の会話をモールス信号で表記し、解析できた選手にボーナス点というルールで募集。一字一句間違わずに解析したポスティング失敗がボーナスとして6ポイント獲得。
17代目レース新コーナー予
16代目レース11週目（2010年8号）で募集。まだ明かされていない17代目レースの新コーナーを予想し、新コーナーの内容ではなく、新コーナーに対するネタだけを書いて送る。2010年13号と14号でネタだけが紹介され、三平と倉富がネタから逆算して架空のコーナー名を付けるという形式で掲載された。ネタとそこから逆算して命名されたコーナー名一覧は以下の通り。
- 4コマ漫画のイラストネタ→よりぬきコボエさん
- はだけた布団→エロチックワード百選
- いなり寿司のタトゥー→異国で見つけた和の心
- 夜10時以降の大型スーパー→意外な戦場
- アニソン熱唱中に店員が入ってきたあの日→送辞魔答辞
- 銀杏拾いのバイト→シフト週5入れます！or小遊三サイドビジネス
- うわぁ！おいしそうなヨダレ！→うわぁ！本末転倒！
- 妻から戦力外通告→相克の家
- 後頭部にエクスカリバーが刺さっている→僕が面接に落ちたわけ
- 浅草で産婆カーディガン買う（浅草サンバカーニバル）→似たようなのどっかの雑誌で見たことあるよ！

18代目レースより正式コーナー化となる。
CTCバーリトゥード人気投票
2010年18号にて募集。『弱虫ペダル』の人気投票企画に便乗する形でCTCにおける人気投票をする事になった。三平、倉富、クロマク以外でCTCと聞いて連想する人、モノ、言葉を対象にしての人気投票。1位の対象を明記した人に一律6ポイントを進呈。
結果「竹ちょ」が4票を集め1位。投票した4名に6ポイントが進呈された。
賀来千香子に似ている人募集
2012年13号にて募集。『賀来千香子さんに似ている人に2ポイントあげてください』というハガキから、賀来千香子に似ている人の写真を募集。本人でも他人でも構わない。似ていると認定されたら2ポイント進呈。しかし応募はなかったようでうやむやに終わった。

## ノベルティグッズ　賞品

### オリジナルノベルティ
正賞CTC認定チャンピオンベルト
投稿レースシリーズのチャンピオンに進呈されるチャンピオンベルト。完全オーダーメイド品であり、少年チャンピオンのマスコットマークである「ショウちゃん」が中央に刻印されている。毎回ベルトの色や刻印は変更されており、基本的に同じデザインのベルトは存在していない。
CTCメンバーズカード
ハガキが初採用された選手全員に送られるメンバーズカード。
しかし2008年24号において、メンバーズカードが田無でのフリーマーケットにおいて50円で売られていた事が発覚し話題となる。
20代目レースより2代目デザインとなり、金色のものに変更された。新人投稿者はもちろん、初代メンバーズカードを持っている常連投稿者であっても、20代目レースで掲載された場合は新たに進呈されることになった。
CTCオリジナルリストバンド
主にワンナイトトーナメントの優勝者に進呈されるノベルティグッズ。一般的なリストバンドではなく、プロレス用の手首から腕を覆うタイプのもの。優勝者のネーム入り。
週チャンオリジナルお宝詰め合わせ福袋
レースで10位以内に入賞すると貰える賞品。
中身はゲームソフトやチャンピオンのキャラクターグッズ、おもちゃなどが10数点詰められている。順位が高ければ高いほどいいものが入っているという事はない。
17代目レース分の一部投稿者の福袋の中にスポーツブラが入っていた事が本誌でもネタにされていた。

### 賞品
- 優勝者 - 正賞CTC認定チャンピオンベルト　PSP ゲームソフト　G-SHOCK　iPod shuffle
- 2位 - PSP ゲームソフト
- 1位〜10位 - 週チャンオリジナルお宝詰め合わせ福袋
- 初掲載者 - CTCメンバーズカード

初期の優勝賞品はPSP。準優勝賞品は折りたたみ自転車だった。13代目レースは13位の選手にお祝い電報が進呈された。

## 24代目レース特別ルール
24代目レースは特別ルールとして減点指名ルールが導入された。
前半戦6週目までは通常のレース形式。7週目掲載分以降のハガキには減点指名の選手名を明記してハガキを送る。そのハガキが掲載されれば減点指名した選手がー1Pとなる。指名選手を書かなかった場合は掲載されても0Pとなる。減点指名は最終週の12週目まで続く。ランキング表には今週どれくらい減点されたのかも明記されていた。
6週目と7週目の間に開催された「萌ー1GPスペシャル」にハガキが掲載された選手は10週目の獲得ポイントが2倍。優秀作品に選ばれた3名は10週目の獲得ポイントが3倍となる。

## 記録

### 歴代レース高得点獲得ランキングベスト20
1位 ポスティング失敗（14代目） - 101P
2位 咲来（14代目） - 96P
3位 ズ・ゼ（17代目） - 91P
4位 すっぴん坊主（17代目） - 88P
5位 ズ・ゼ（16代目）、ロキ（17代目） - 87P
7位 咲来(13代目) - 85P
8位 咲来（16代目） - 83P
9位 ESのテーマ（8代目）、すっぴん坊主（15代目） - 81P
11位 冷凍食品（8代目）、咲来（12代目） - 80P
13位 咲来（18代目）、おわらい(21代目)、サラダ場(23代目)、凡カレー(25代目) - 78P
17位 雀宮(13代目)・・・77P
18位 ロキ（6代目）、咲来（15代目）、ズ・ゼ（18代目） - 76P
※太字は優勝

### 連覇達成者
- ESのテーマ（8代目、9代目）
- 咲来（12代目、13代目）
- ズ・ゼ（16代目、17代目）
- サラダ場(22代目、23代目)

### 複数回優勝
- 咲来（12代目、13代目、18代目、24代目）
- ぷち（3代目、5代目）
- ESのテーマ（8代目、9代目）
- ズ・ゼ（16代目、17代目）
- 竹ちょ（初代、19代目）
- TAKARA (11代目、20代目)
- サラダ場(22代目、23代目)

### 女性優勝者
- TAKARA(11代目、20代目)

### 最年少優勝
- すっぴん坊主（15代目）

### レースシリーズ+ワンナイトトーナメントの双方優勝
- ポスティング失敗（14代目レース　第8回ワンナイトトーナメント）
- サラダ場 (22代目レース、23代目レース　第10回ワンナイトトーナメント)

### 1レース絵ネタ掲載最高枚数
- こたしゃん（15代目/25枚）

### 1週最高得点
- 咲来（16代目10週目/16P）

### 初参戦初優勝(初代レース除く)
- 咲来 (12代目)

### 連続ベストテン記録
- 咲来(12代目〜24代目　13期連続)

### 優勝者出身県
- 北海道 3名　矢☆印　TAKARA　咲来(東京より移籍)
- 東京都 2名　咲来　ポスティング失敗
- 岐阜県 2名　ぷち　十二指腸
- 栃木県 2名　竹ちょ　凡カレー
- 群馬県 2名　すっぴん坊主　ズ・ゼ
- 青森県 1名　亀エモン
- 秋田県 1名　ロキ
- 新潟県 1名　ESのテーマ
- 福井県 1名　おわらい
- 三重県 1名　サラダ場
- 大阪府 1名　タイキのパパ

### 最年少、最年長投稿者
- 最年少…8歳
- 最年長…65歳

## マスコットキャラクター
クロマク
誌面のあらゆる部分に登場する鳥を模したキャラクター。3代目レースで登場し、当初の名前は「ノラハト」。その後4代目レースにおいて名前の公募が行われ、この名前となった。
「バックステージ」のコーナーでネタとしていじられる事はあるが、基本的に地味な存在として扱われ、通常はキャラクター名も付されていない。このため「宇宙一目立たないマスコットキャラクター」の座をほしいままにしている状態である。